# Facharbeit
Eine Facharbeit ist eine wissenschaftspropädeutische Arbeit, die von Schülern in Deutschland zielgerichtet zur Leistungskontrolle selbstständig erarbeitet wird.
Sie ist häufig eine Art Abschlussarbeit der Reformierten Oberstufe oder im Rahmen der besonderen Lernleistung, die optional ins Abitur eingebracht werden kann. Das Thema entwickelt sich oft in der Absprache zwischen Lehrer und Schüler. Die Anforderungen sollen denen einer Universitätsarbeit ähnlich sein. Somit gibt sie dem Schüler einen Einblick in wissenschaftliches Arbeiten.

## Die Facharbeit in verschiedenen Bundesländern
Die Regelungen zur Facharbeit sind in den unterschiedlichen deutschen Bundesländern sehr verschieden.

### Baden-Württemberg
In Baden-Württemberg wird vor allem bei den beruflichen Gymnasien eine Facharbeit im Seminarkurs verlangt. Die Schüler arbeiten selbständig an dem Thema. Einer Facharbeit vergleichbar sind die aus einem schriftlichen und einem mündlichen Teil bestehenden GFS.

### Bayern
In Bayern wird die Facharbeit seit der Umstellung auf das achtjährige Gymnasium nicht mehr im Rahmen eines Leistungskurses angefertigt. Die Schüler legen sich auf ein wissenschaftspropädeutisches Seminar (kurz: W-Seminar) fest, in dem sie fachspezifisch eine sogenannte Seminararbeit anfertigen, die sie nach Fertigstellung in einem mündlichen Vortrag vorstellen. Dieses Seminar wird für drei Semester belegt und fließt nicht nur durch die Benotung der Seminararbeit in die Abiturnote ein. Allgemein geht es bei der Seminararbeit darum, den Schüler auf eine universitäre Laufbahn vorzubereiten. Deshalb kommt es vor allem auf das Erlernen der Methoden wissenschaftlichen Arbeitens an. Wird die Seminararbeit mit null Punkten bewertet, wird der Schüler nicht zum Abitur zugelassen. Die alleinige Abgabe einer Gliederung reicht nicht aus, um einen Punkt zu erhalten. Für die Erstellung der Seminararbeit hat der Abiturient fast ein ganzes Jahr Zeit. Die verpflichtende Abgabe findet am zweiten Schultag im November statt. Die Gewichtung der Seminararbeit innerhalb der Gesamtnote entspricht der eines Semesters in doppelter Wertung, es fließen also maximal 30 Punkte in die Gesamtpunktzahl ein.

### Berlin
In Berlin muss die Facharbeit im zweiten Halbjahr der zweijährigen Oberstufenlaufbahn beantragt werden (in der Regel im 2. Halbjahr der 12. Jahrgangsstufe). Der Antrag muss den Titel sowie eine grobe Themenangabe enthalten. Außerdem muss in dem Antrag vermerkt sein, welchem Fach die Arbeit zugerechnet werden soll. Dies ist üblicherweise, jedoch nicht zwingend, eines der vier Prüfungsfächer im Abitur. Die Schule prüft den Antrag; das Ergebnis der Prüfung wird dem Schüler zu Beginn des dritten Halbjahres mitgeteilt. Bei Zustimmung wird dem Schüler ein Lehrkörper als Ansprechpartner genannt, der ihn unterstützt und die Arbeit bewertet. Des Weiteren wird ihm ein Abgabetermin für seine Arbeit genannt, der für gewöhnlich um die Zeit der schriftlichen Abiturprüfung liegt.

Die Arbeit muss in mindestens zweifacher Ausführung abgegeben werden (in der Regel ein Exemplar für den Erst- und Zweitkorrektor, eines für den Abiturvorsitzenden). Die Bekanntgabe des Ergebnisses der Schriftlichen Arbeit findet zusammen mit der Bekanntgabe der Ergebnisse der anderen schriftlichen Abiturprüfungsfächer statt.
Im Rahmen der mündlichen Prüfung findet ein Kolloquium statt, bei dem der Abiturvorsitzende, der betreuende Lehrer, ein weiterer mit dem Fach vertrauter Lehrer und für gewöhnlich auch die Schulleitung anwesend sind. Den Prüfungsvorsitz hat der Abiturvorsitzende, und die Befragung wird von dem betreuenden Lehrer durchgeführt. Ein Protokoll wird durch den zweiten Fachlehrer geführt. Die Prüfung ist öffentlich; auch Schulfremde können auf Antrag zugelassen werden. Besucher haben jedoch nicht das Recht auf Wortergreifung. Die Bewertung des Kolloquiums findet unter Ausschluss der Öffentlichkeit direkt nach dessen Beendigung statt.
Das Ergebnis wird dem Schüler nach Abschluss aller mündlichen Prüfungen schriftlich mitgeteilt. Der Schüler kann daraufhin entscheiden, ob er die Arbeit in sein Abitur einbringen möchte oder nicht. Er soll dabei durch den pädagogischen Koordinator der Schule unterstützt werden. Bei der Entscheidung ist zu beachten, dass die vier Prüfungen in den Prüfungsfächern bei Einbringen der Facharbeit nur dreifach (statt vierfach) in den dritten Abiturblock zählen, der schriftliche Teil der Facharbeit ebenfalls dreifach und das Kolloquium einfach.

### Brandenburg
In Brandenburg muss in der Klasse 9 eine Facharbeit zu einem frei wählbaren Thema angefertigt werden. Diese Noten zählen als Klassenarbeiten und die Facharbeit muss schriftlich abgegeben werden. In der 11. Klasse kann man anstelle einer mündlichen Prüfung eine Facharbeit (Prüfung in anderer Prüfungsform) wählen. Im zweiten Halbjahr muss der Schüler ein von ihm gewähltes Thema innerhalb von drei Monaten bearbeiten. Dazu sucht er sich außerdem selbständig einen betreuenden Fachlehrer. Die Facharbeit muss er anschließend im Rahmen eines Vortrages vorstellen und in einer mündlichen Prüfung verteidigen. Die Note der Facharbeit fließt in die Jahresendnote ein, jedoch bestehen in Brandenburg keine Vorgaben, zu welchem Prozentsatz oder nach welchem Modus die Note eingerechnet wird.

### Hamburg
An Hamburger Schulen ist es in der Oberstufe, auch Studienstufe genannt, vorgesehen, dass im Fach "Seminar" eine Facharbeit mit einem Umfang von fünf bis zehn Seiten erstellt wird. Dabei erfolgt die Anfertigung möglichst im zweiten oder dritten Semester der Oberstufe. Diese Facharbeit wird bewertet und fließt in die Endnote des Fachs "Seminar" und somit in die Abiturwertung mit ein.

### Niedersachsen
In Niedersachsen wird die Facharbeit in einem Semester der Qualifikationsphase der Oberstufe im Seminarfach angefertigt. Das Seminarfach kann einem Kurs auf erhöhtem oder grundlegendem Anforderungsniveau inhaltlich bzw. durch den doppelten Einsatz der entsprechenden Lehrkraft angeschlossen sein, ist dies im Allgemeinen allerdings nicht. Der Umfang der Facharbeit soll 15 Textseiten nicht überschreiten, jedoch werden Anhänge nicht hierzu gezählt. Für die Erstellung der Facharbeit stehen sechs Wochen während der Unterrichtszeit zur Verfügung; liegen Ferien innerhalb dieser Zeit, so wird dieser Zeitraum nicht mitgerechnet. Zur Kontrolle der eigenständigen Anfertigung ist eine mündliche Vorstellung der Arbeit möglich. Die Note des Seminarfachs wird beim Abitur mit eingebracht. Dabei muss „zunächst das Ergebnis des Schulhalbjahres [eingebracht werden], in dem die Facharbeit geschrieben worden ist“. Ein weiteres Schulhalbjahr, das an den Anfertigungszeitraum angrenzt, wird weiterhin mit eingebracht. Sowohl das Thema als auch die Benotung werden im Studienbuch und auf dem Abiturzeugnis vermerkt.
Das Thema wird von der unterrichtenden Lehrkraft vergeben, dabei erfolgt in den meisten Fällen eine Absprache mit dem Schüler. Auch ist eine Vergabe nach den vermuteten Interessen des Schülers möglich, ebenso kann ein Schüler teilweise aus einer Vorschlagsliste wählen oder – was selten vorkommt, da in der Umsetzung problematisch – es kann der Schüler sich das Thema frei aussuchen.
Es besteht darüber hinaus die Möglichkeit, dass die Facharbeit auch von zwei oder mehr Personen angefertigt wird. Es muss aber gewährleistet sein, dass die Lehrkraft unterscheiden kann, wer von den Schülern was geschrieben hat. Zusätzlich vergrößert sich bei einer Gruppenarbeit auch der Umfang der Facharbeit entsprechend.
Die Facharbeit wird seit einigen Jahren im Seminarfach (zwei Stunden pro Woche) angefertigt. Die thematische Ausrichtung des Seminarfachs ist häufig abhängig von dem gewählten Schwerpunkt des Schülers, also z. B. künstlerisch oder naturwissenschaftlich. Üblich ist allerdings auch, dass zur Zeit der Kurswahlen die Themen der angebotenen Seminarfächer bekanntgegeben werden, woraus die Schüler nach ihren Interessen einen der Seminarfach-Kurse wählen oder zumindest Wünsche angeben können.
Im Seminarfach steht weiterhin das fächerübergreifende Methodenlernen im Vordergrund, aus diesem Grunde sollen Facharbeiten einen fächerverbindenden Ansatz aufweisen.

### Nordrhein-Westfalen
In Nordrhein-Westfalen muss in der Qualifikationsphase eine Facharbeit in einem schriftlich belegten Kurs angefertigt werden. Sie ersetzt in dem gewählten Fach meist die erste Klausur des zweiten Halbjahres. Die Fächervergabe für die Arbeiten wird den Schulen überlassen. Jedoch ist es den Schülerinnen und Schülern an vielen Schulen möglich, eine bestimmte Anzahl Wunschfächer anzugeben. Die Arbeiten der Schülerinnen und Schülern, die ihre Arbeit in einem Fach schreiben wollen, das eine Lehrkraft unterrichtet, der bereits viele Anfragen anderer Schülerinnen und Schülern hat, werden einem der Wunschfächer zugelost. Das Thema der Facharbeit soll in Relation zu einem in Klasse 12 oder 13 behandelten Thema stehen und wird von den Schülerinnen und Schülern in Absprache mit der betreuenden Lehrkraft einigermaßen frei ausgesucht. Während des Schreibprozesses soll ein möglichst häufiger Austausch mit der betreuenden Lehrkraft stattfinden.

### Rheinland-Pfalz
In Rheinland-Pfalz kann in der Jahrgangsstufe 12 eine Facharbeit in einem der drei Leistungskurse geschrieben werden. Diese soll innerhalb von 12 Wochen fertiggestellt werden und soll einen Umfang von 10 bis 12 Seiten haben (ohne Anhang). Die Gewichtung der Facharbeit innerhalb der Gesamtnote entspricht der eines Semesters in einfacher Wertung, es fließen also maximal 15 Punkte in die Gesamtpunktzahl ein. Zusätzlich besteht die Möglichkeit, eine Besondere Lernleistung (BLL) mit dem Umfang von 20 bis 25 Seiten (ohne Anhang) anzufertigen. Diese ist nicht auf bestimmte Fächer beschränkt und wird mit den übrigen Abiturarbeiten verrechnet.

### Sachsen
In Sachsen wird in der Sekundarstufe I im Jahrgang 10, z. T. auch in der 11. Klasse, eine Facharbeit geschrieben. Das Thema kann der Schüler selbst wählen oder sich eines zuteilen lassen. Der Umfang der Facharbeit beträgt zwischen 8 und 15 Seiten. Auch wird ein fächerverbindender Sachverhalt gefordert. Zudem besteht die Alternative in der Sekundarstufe II eine Besondere Lernleistung (BELL) zu schreiben, welche einen höheren Anspruch an den Schüler stellt (oft 60 Seiten) und im Abitur statt einer mündlichen Prüfung gewertet wird, bzw. als Teil der Prüfungsnote mit einfließt. An einer BELL wird während des 2. Halbjahres des 11. Klasse und während der 12. Klasse gearbeitet.

### Sachsen-Anhalt
In Sachsen-Anhalt ist die Facharbeit ein Bestandteil der Sekundarstufe II und wird innerhalb der Jahrgangsstufe 11 geschrieben. Die Kurs- und Themenwahl sind Bestandteil der Selbständigkeit des Schülers. Ein Betreuungslehrer gibt dem Schüler bei Fragen und zur Konzeption Tipps und Hilfestellung. Zugleich ist er auch der Prüfer, da die Facharbeit in einem 30-minütigen Vortrag verteidigt werden muss (von Schule zu Schule anders geregelt) (Fragen und Kritik sind immanent). Die Facharbeit geht als 50 % in die sonstigen Noten des 2. Halbjahres in den Notenspiegel ein. Zur Bearbeitung stehen den Schülern mehrere Monate zur Verfügung, bis zum Abgabetermin nicht fertiggestellte Arbeiten werden mit 0 Notenpunkten bewertet. Der Umfang dieser Arbeit beträgt 8 bis 10 Seiten, eine Unterschreitung wird als formaler Fehler bewertet, eine Überschreitung jedoch nicht geahndet.

### Schleswig-Holstein
In Schleswig-Holstein können Schüler in einem der Leistungskursfächer eine Facharbeit anfertigen. Dabei wird das Thema zwischen dem Schüler und dem Fachlehrer abgesprochen und nach Zustimmung der Schulleitung kann die Facharbeit im zweiten oder dritten Kurshalbjahr verfasst werden. Hierzu steht das gesamte Halbjahr zur Verfügung. Am Ende des vierten Kurshalbjahres müssen Schüler dann vor der mündlichen Abiturprüfung entscheiden, ob sie sich das Ergebnis der Facharbeit anrechnen lassen wollen.

### Thüringen
In Thüringen ist in der Oberstufe für das Abitur eine Seminarfacharbeit zu verfassen. Für die Erstellung steht ein längerer Zeitraum (etwa ein Jahr) zur Verfügung. Die Seminarfacharbeit wird als Gruppenarbeit angefertigt, wobei die einzelnen Beiträge klar abgegrenzt sein müssen, damit erkennbar ist, welche Leistung welchem Schüler zuzuordnen ist.